# Bramley (Australia)
Bramley – miejscowość w Australii, w stanie Australia Zachodnia, w regionie South West, w hrabstwie Augusta-Margaret River. Według Australijskiego Biura Statystycznego w 2016 roku miejscowość liczyła 3315 mieszkańców.